# Райграс высокий
Райграс высокий, или Французский райграс (лат. Arrhenatherum elatius) — травянистое растение, вид рода Райграс (Arrhenatherum) семейства Злаки, или Мятликовые (Poaceae). Распространён в Евразии и Северной Африке, как заносное растение встречается и в других регионах. Культивируется.
Иногда под именем французского райграса известен другой злак — Овсяница тростниковая (Festuca arundinacea).

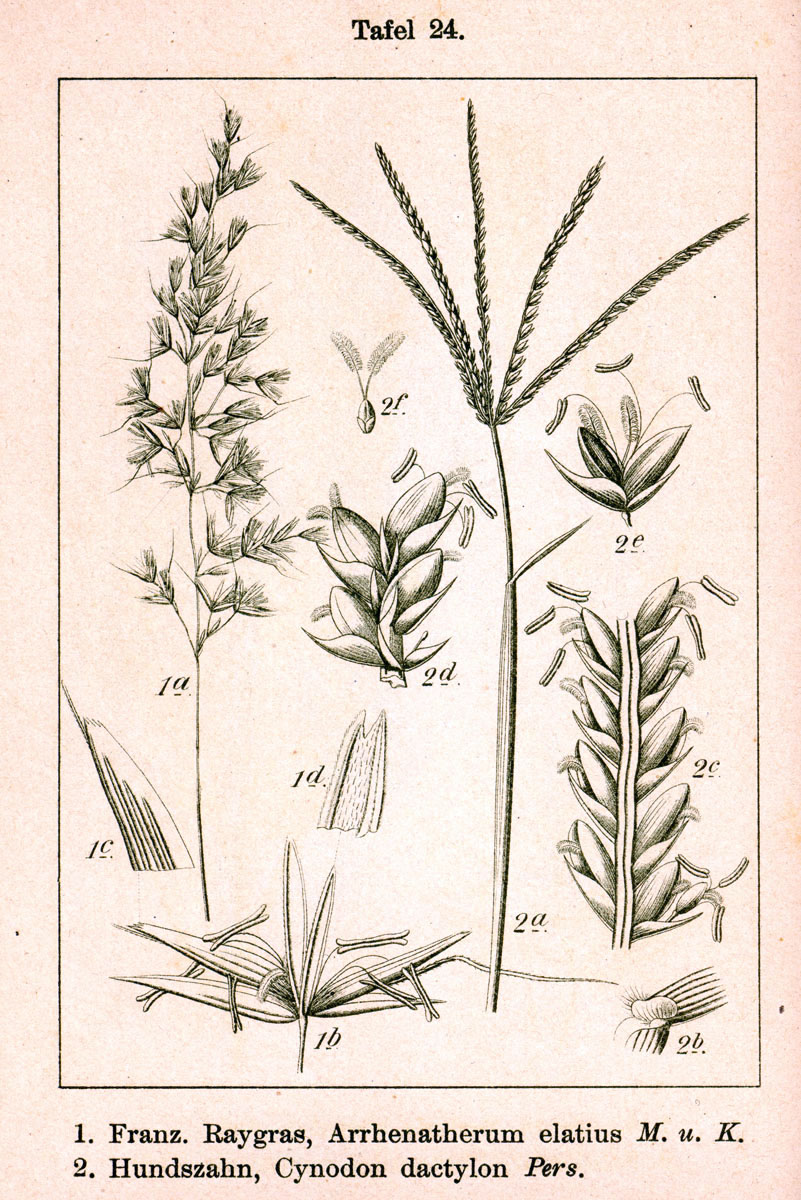
Французский райграс (под цифрой 1).

## Ботаническое описание
Многолетний злак, растущий густыми дерновинами и развивающий высокие (до 1 м) гладкие стебли, с плоскими, линейными по краю, острошероховатыми, в почкосложении свёрнутыми листьями; язычок короткий реснитчатый.
Стебель заканчивается длинной, после цветения сжатой метёлкой, с острошероховатыми ветвями. Колоски небольшие, слегка сжатые, двухцветковые; нижний цветок мужской, верхний обоеполый. Колосковые чешуйки равны цветковым, из них нижняя с одной, а верхняя с тремя жилками; нижняя цветковая чешуйка с 5–7 жилками и в обоеполом цветке с длинной, коленчатой, внизу скрученной остью, отходящей от основания чешуйки; в мужском цветке ость короткая, прямая, выходящая ниже верхушки чешуйки.
Зерновка продолговатая, без бороздки. Семена при созревании остаются в цветочных плёнках, остистые, очень трудно высеваются. Масса 1000 семян 2–4 грамма.

## Распространение и экология
В России распространён почти повсеместно. Встречается по заливным лугам, лесным опушкам и полянам.
Один из самых скороспелых многолетних злаков. Цветение в лесостепной зоне начинается в конце мая, семена созревают в конце июня — июля. В лесной зоне семена созревают в середине июля. Цветёт в утренние часы, неравномерно и растянуто. В метёлке вначале цветут верхние колоски. Опыление перекрёстное.
Растение ветроопыляемое. Размножается семенами и побегами куста. Семена сохраняют всхожесть 3–4 года. На 5–6-й год всхожесть сильно снижается. Весной отрастает раньше многих злаков. Растения ярового типа развития. Относится к группе скороспелых и быстрорастущих злаков уступающий по этому свойству только лисохвостам (Alopecurus). По засухоустойчивости превосходит тимофеевку (Phleum), овсяницу луговую (Festuca pratensis), ежу сборную (Dactylis glomerata), но уступает житняку (Agropyron) и костру безосному (Bromus inermis). Весной страдает от затопления талыми водами и близкого стояния грунтовых вод. Положительно реагирует на полив.
Отличается слабой зимостойкостью. В малоснежные зимы вымерзает, плохо переносит поздние весенние и ранние осенние заморозки.
Предпочитает плодородные, рыхлые, водопроницаемые, некислые, супесчаные и мергелистые почвы. Отзывчив на внесение удобрений. На болотах выпадает через 2–3 года.

## Химический состав
По содержанию протеина превосходит овсяницу луговую (Festuca pratensis) и ежу сборную (Dactylis glomerata). На 100 кг сена приходится 46–55 кормовых единиц и 2,1–8,5 кг переваримого протеина. Коэффициент переваримости в сене: протеина 48–62, жира 41–50, клетчатки 58–64, БЭВ 57–62. Трава отличается повышенной переваримостью клетчатки.
| Что анализировалось | Воды (%) | От абсолютного сухого вещества в % | От абсолютного сухого вещества в % | От абсолютного сухого вещества в % | От абсолютного сухого вещества в % | От абсолютного сухого вещества в % |
| Что анализировалось | Воды (%) | золы                               | протеина                           | жира                               | клетчатки                          | БЭВ                                |
| ------------------- | -------- | ---------------------------------- | ---------------------------------- | ---------------------------------- | ---------------------------------- | ---------------------------------- |
| Сено                | 14,0     | 8,2                                | 8,0                                | 2,8                                | 31,0                               | 50,0                               |

На 1 кг зелёной травы собранной до наступления фазы цветения при влажности 59 % содержится от 23,5 до 38 мг каротина. В среднем по 5 анализам в золе содержится 0,495 % кальция и 0,130 % фосфора.

## Значение и применение
В чистых посевах на пастбище поедается плохо из-за горького привкуса. В сене поедается недостаточно хорошо. В смеси с другими травами на пастбище и в сене поедается хорошо. В лесной зоне поедается хорошо в смеси с клевером красным (Trifolium rubens) и клевером розовым (Trifolium hybridum), в лесостепи с люцерной (Medicago) и эспарцетом (Onobrychis). Сено скошенное перед цветением или в начале цветения считается хорошим кормом для лошадей и крупного рогатого скота. После цветения стебли становятся грубыми, жёсткими и поедаемость корма падает.
По наблюдениям в Кабардино-Балкарии поедается западнокавказским туром (Capra caucasica).
Относится к злакам сенокосного использования — даёт 2–3 укоса. Максимальные урожаи сена можно получит в первые два года использования. Отличается средним долголетием в 4—6 лет. Уступает костру безостому (Bromus inermis) по урожаю кормовой массы и долголетию.
В смеси с бобовыми улучшает структуру почвы и повышает её плодородие. Хороший предшественник для пропашных и зерновых культур.